# 数学塔

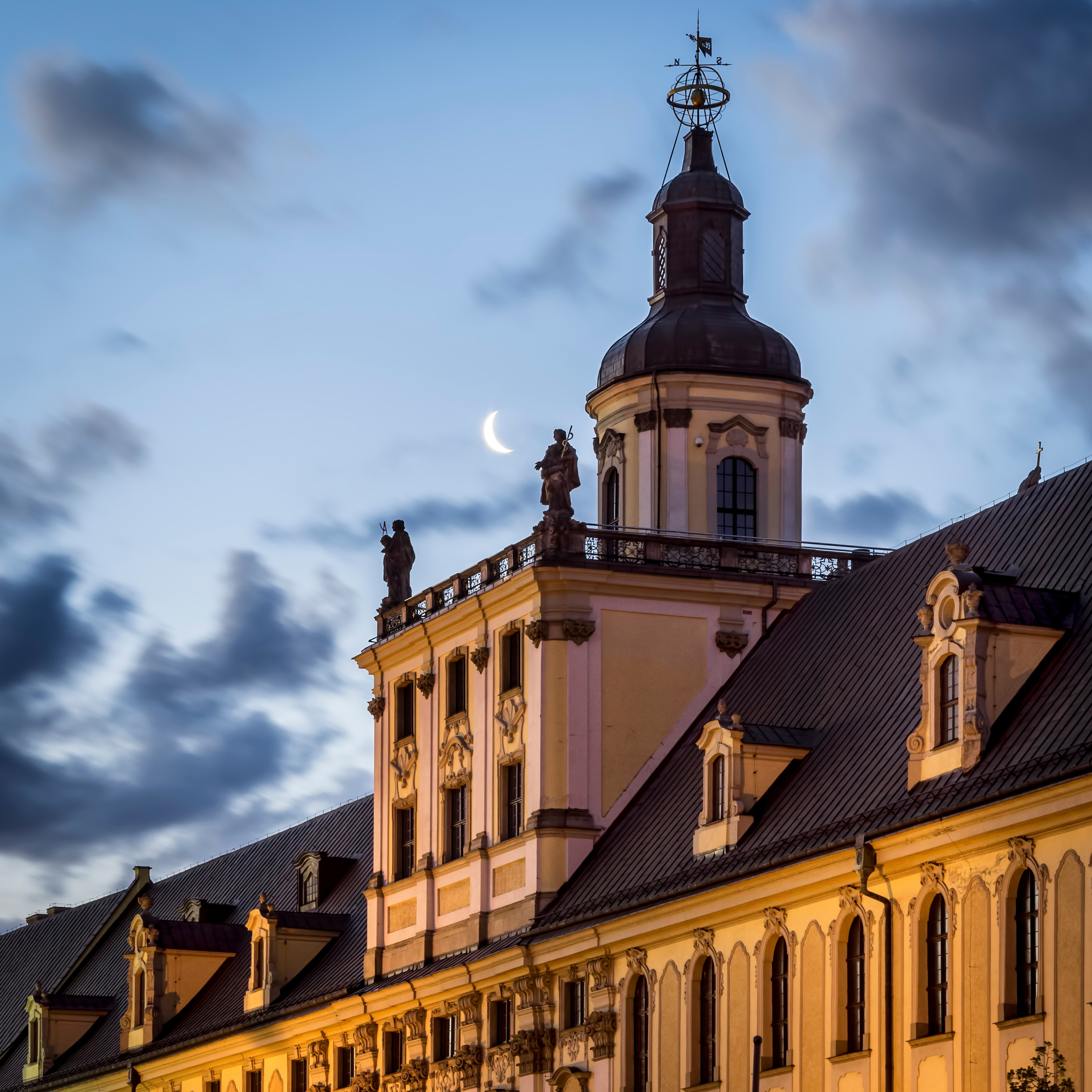
数学塔

弗罗茨瓦夫大学的数学塔（Wieża Matematyczna）又名天文塔（Wieżą Astronomiczną），因为它以前是一座天文台，也是弗罗茨瓦夫大学主楼原计划建造的三座塔楼中，唯一建成的一座塔楼（1728-1737）。
塔顶的露台上装饰着弗兰兹·曼格尔德的四座寓言雕塑。
耶稣会学院开学后不久，耶稣会会士朗吉努斯·安东·荣尼茨在塔楼上开设了一座天文台，除了进行天文观测外，还进行气象观测。天文台的仪器由布雷斯劳的发明家卡尔·海因里希·克林格特提供。。在19世纪，研究扩展到对彗星的观测。1800年，他参观了天文台，后来在回忆录中描述了未来的美国总统约翰·昆西·亚当斯。20世纪初，天文台关闭，主要是因为城市上空的大量烟雾和空气辐射，这使得夜间研究变得困难。战争期间，这座塔和屋顶在1945年被摧毁。目前，数学塔是大学博物馆的一部分，它也是一个受欢迎的旅游点，因为从平台上可以看到美丽的全景。
地板上保留了一条特殊的排水沟，是东经17°2′04936〃的经线。